# Кижі (острів)

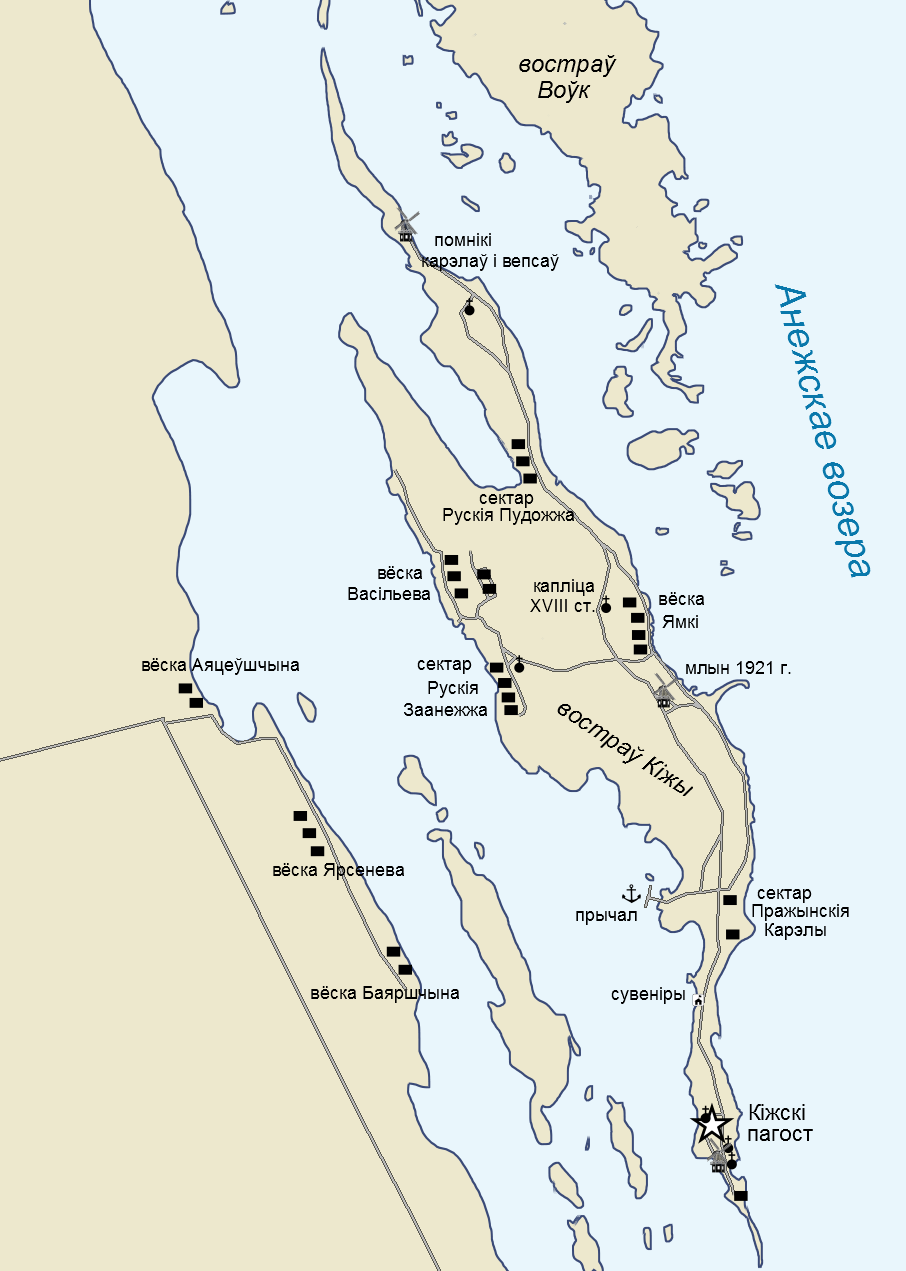
Карта острова Кижі

Кижі (рос. Кижи, кар. Kiži) – острів у північній частині Онезького озера на території Кижського зоологічного заказнику.
Відомий розміщеним на ньому музеєм-заповідником просто неба “Кижі”, у тому числі архітектурним ансамблем Кижського погосту.

## Назва
Назва “Кижі”, за однією з версій, походить від вепського слова kiz (kidz) – “мох (який росте на дні водойм)”. За іншою версією, назва сходить до вепс. kiši – “грище, місце для ігор, святкувань”.
Російською широко вживається вимова з наголосом на другий склад, але в Заонежжі традиційно наголошують перший. Карельською ж та вепською мовами наголос на останній склад є неможливим.

## Загальні відомості
На острові розташовані села – Кижі, Васильєво і Ямка, що нині входять до складу Великогубського сільського поселення Медвєжьєгорського району Республіки Карелія (до 2004 року входили до складу Петрозаводського міського округу). Більша частина будов уходить до складу експозиції музею-заповіднику, будучи пам'ятками архітектури, багато з них були перевезені для експозиції з інших заонезьких сіл.
Наприкінці XVIII століття на острові розташовувалось кілька сіл – Бачурино, Бішево, Босарево, Васильєво, Кяжево, Морозово, Наволок, Погост і Ямка, що входили в склад Кижської волості Петрозаводського повіту Олонецької губернії.

## Географічне положення
Острів Кижі розташований у північній частині Онезького озера в Кижських шхерах — системі островів, що прилягають до Заонезького півострова. Півострів знаходиться західніше острова Кижі, а південно-східніше — острів Великий Клименецький, східніше — Південний Оленячий острів. Північніше острова — Велика губа.

## Як дістатися
До острова Кижі можна дістатися човном на підводних крилах з водного вокзалу міста Петрозаводськ, відстань 68 км за 1 годину (квиток бл. 500 рублів, на 2007 рік, вхідний квиток у музей та екскурсії — сплачуються окремо). Відвідини острова здійснюються впродовж року:
- влітку з 8 до 20 години
- восени з 9 до 19 г.
- взимку з 10 до 15 г.
- навесні з 9 до 16 г. без вихідних.

У зимовий період дістатися на острів можна вертольотом. Окрім того, щорічно по льоді прокладають зимник від села Ямка до Великої Губи (21 км) і Сібово (12 км).

## Пам'ятні поховання
Братська могила бійців особливої диверсійної групи НКВД, що загинули під час виконання бойового завдання в тилу фінських військ у 1943 році.